# سری اوپی
سری اوپی (به ایتالیایی: Serie UP)؛ (همچنین به عنوان صندلی اوپی یا به نام صندلی‌های تکی شناخته می‌شوند) خانواده‌ای از صندلی‌ها است که توسط طراح ایتالیایی، گائتانو پشه طراحی شده و از سال ۱۹۶۹ میلادی توسط شرکت مبلمان ایتالیایی چی‌اندبی (کاسینا و بوسنلی) تولید شده است. پس از سازماندهی مجدد شرکت، که منجر به تغییر نام شرکت به بی‌اندبی ایتالیا شد، سری اوپی در سال ۲۰۰۰ میلادی توسط شرکت احیاء شد. در سال ۲۰۰۹ میلادی، ۴۰ سال ابتدایی حیات این صندلی‌ها با نمایشگاه‌های مختلف و نسخه‌های ویژه جشن گرفته شد.
اوپی۵ (همراه با «خواهر» خود اوپی۶) از همان ابتدا به عنوان نمادی از طراحی ایتالیایی شناخته شد و به یکی از معروف‌ترین محصولات طراحی صنعتی در جهان تبدیل شد و همچنین به عنوان بزرگ‌ترین گواه بر طراحی و اثاثیه رادیکال آن شد. از دههٔ شصت/هفتاد میلادی این مجموعه (عمدتا با مدل اوپی۵) بخشی از مجموعهٔ دائمی بسیاری از موزه‌ها است، مانند موزهٔ طراحی تری‌یناله در میلان، موزهٔ هنر مدرن در نیویورک (در این مورد با مدل اوپی۱)، موزهٔ هنرهای زیبای مونترال، موزهٔ طراحی ویترا در آلمان؛ همین‌طور در نمایشگاه‌ها و موزه‌هایی که به طراحی، مبلمان و هنر معاصر اختصاص یافته است، در سراسر جهان به نمایش گذاشته شده است.

## زمینهٔ اجتماعی/هنری

### طراحی رادیکال
به شدت مشروط به وضعیت هنری موجود در ایتالیا در سال‌های اولین حضور این هنرمند، گائتانو پشه، همراه با هنرمندان دیگری که با عنوان «رادیکال» تعریف می‌شوند (اصطلاحی که در سال ۱۹۶۹ میلادی توسط جرمانو چلانت برای شناسایی جنبشی که ناشی از نیاز به فاصله گرفتن از فرهنگ طراحی گسترده است، ابداع شد. جنبشی که در دانشکده‌های معماری ایتالیا متولد شده است که ارتباط نزدیکی با جنبش مدرن و طراحی منطقی دارد) مسیری مستقل را طی کردند که به دنبال بیان هنری جدید با دیدگاهی جدید از مفاهیم معاصر و طراحی مرتبط با سودمندی است؛ بنابراین گائتانو پشه طراحی را ابزار دیگری برای هنرمند در بیان افکار و احساسات خود می‌داند، و کاملاً خود را در تضاد با تفکر خردگرایانه قرار می‌دهد، جایی که فرم بایستی مستقیماً از عملکرد مشتق می‌شد. پشه در واقع یکی از قهرمانان طراحی رادیکال است و روح واقعی آوانگارد هنری جدید را در آثار خود مجسم کرد که تنها به بیان نظری و مفهومی اکتفا نکرد، بلکه آزمایش عملی را به یکی از قوی‌ترین سلاح‌های خود تبدیل کرد.
بیانگری همراه با آزمایش و تحقیق، هنرمند را به استفاده از فناوری‌ها و فرم‌های جدید سوق می‌دهد که هدف آن نه تنها فرار، بلکه ادغام در جامعه و تأثیرگذاری بر بافت فرهنگی است؛ بنابراین، این طرح یا محصولِ طراحی صنعتی نیست که از یک زمینهٔ اجتماعی ناشی می‌شود، بلکه این شیٔ است که بر آگاهی و در نتیجه افزایش آگاهی و نزدیک شدن جامعه به آن تأثیر می‌گذارد. سری اوپی یکی از ثمرات این چشم‌انداز است که در آن تحقیقات عاطفی با آزمایش فُرم‌ها و مواد ترکیب می‌شود تا با احساسات قوی و متضاد اما نزدیک به شخصی که از آن‌ها استفاده می‌کند، ارتباط برقرار کند.

### مسیر پروژه
سری صندلی‌های اوپی نه تنها یکی از نتایج گائتانو پشه در تلاش او برای آشتی دادن هنر با کاربرد است، بلکه تحقق یک مسیر طولانی همکاری بین طراح جنوآیی و شرکت چی‌اندبی در استفاده از فناوری‌ها و مواد جدید است. به ویژه در مورد استفاده از پلی‌اوره‌اتان، یکی از موادی که شرکت ایتالیایی در آن سال‌ها بیشتر روی آن تمرکز داشت. با این حال از نقطه نظر مفهومی، گائتانو پشه طبق عادت خود موفق می‌شود به کل صندلی‌های سری اوپی با آغاز خلاقیت‌های هنری جان ببخشد. همچنین در این مورد برای هنرمند ایتالیایی، طراحی تنها یکی از انبوه وسایل ارتباطی است که یک فرد می‌تواند داشته باشد و با آن عواطف، احساسات و افکاری را که اغلب به انسان و جامعه مرتبط است، منتقل کند. پشه با سری اوپی عمیقاً در انسان کاوش می‌کند و نیازهای بدوی و ناخودآگاه را به یاد می‌آورد. گائتانو پشه در طرح‌های هنری که مقدم بر مفاهیمی است که به مرحلهٔ نهایی سری اوپی منتهی می‌شود، عناصر بیولوژیکی را در یک زمینهٔ داستانی اما نه غیرطبیعی به تصویر می‌کشد که انسان می‌تواند آن را به عنوان زیستگاه خود بشناسد. اشارات ماقبل تاریخ نیز مشهود است، تقریباً انگار به انسان طبیعی‌ترین خاستگاه‌هایش را یادآوری می‌کند. تصاویر بعدی ارائهٔ رسمی سری اوپی، بیشتر به بافت اجتماعی آن سال‌ها مرتبط است: آن‌ها سناریوهای پیشنهادی را نشان می‌دهند که منعکس کنندهٔ اشکال هماهنگ و پلاستیکی صندلی‌ها، پروفیل‌های تمیز و گرد، تقریباً غیرطبیعی و آینده‌نگر، با تأثیرات پاپ آرت و اُپ آرت، که در آن سبکِ گذار بین دههٔ شصت و هفتاد غالب است.

### تحقیق فرمی و مفهومی: ولا و یتی
همزمان با مطالعهٔ مواد و فن‌آوری‌ها، هم برای ساختار و هم برای بسته‌بندی، فاز متادیزاین (فراطراحی) که سری اوپی نهایی را پیش‌بینی می‌کند را می‌توان به دو بخش تقسیم کرد که با دو مفهوم نمایش داده می‌شوند. سری اوپی در واقع شامل یک مطالعهٔ رسمی انجام شده توسط گائتانو پشه و شرکت چی‌اندبی است که با کانسپت «ولا» در سال ۱۹۶۸ میلادی به وجود آمد، جایی که مطالعات ارگونومیک و سبکی که بعداً در اوپی۵ استفاده شد قبلاً مشهود بود. یک مطالعهٔ مفهومی است که در سال ۱۹۶۸ میلادی توسط کانسپت «یتی» نیز پیش‌بینی شده بود که توسط طراح جنوآیی همراه با شرکت چی‌اندبی ایجاد شد. اگر ولا عمدتاً حاوی مطالعات مربوط به فرم بود، یتی خود را به عنوان یک محیط حیاتی معرفی می‌کرد که احساس محافظت و راحتی می‌داد. با فرم‌های ارگانیک احاطه شده است که سپس به صندلی‌های مختلف این سری جان می‌بخشد، صندلی راحتی با اشکال مربع اما ظاهراً راحت، در میان همهٔ آن‌ها برجسته است.

## توضیحات محصول
این مجموعه از ۷ سری تشکیل شده است: اوپی۱، اوپی۲، اوپی۳، اوپی۴، اوپی۵، اوپی۶ و اوپی۷. در حالی که شش مورد اول نتیجهٔ یک جستجوی اصلی برای فرم هستند، آخرین مورد به مثابهٔ یک پای عظیم است که سبک کلاسیک را تداعی می‌کند، گویی متعلق به یک مجسمهٔ سنگی باشکوه از دوران روم است و همچون آن، به شدت به واقعیت وفادار است؛ اوپی۷، مانند شش صندلی دیگر خانواده، از پلی‌اوره‌اتان فشرده ساخته شده است. هر هفت سری نتیجهٔ تحقیقات رسمی بر اساس آناتومی و زیست‌شناسی انسانی است، در واقع آن‌ها فرم‌های متعلق به بخش‌های انسانی را به خود می‌گیرند؛ حتی اوپی۶ که به سادگی یک کُره است، در طرح‌های هنری گائتانو پشه به عنوان یک فرم ارگانیک نامشخص و مرتبط با اوپی۵ مادر وجود دارد. این سری که توسط چی‌اندبی در سال ۱۹۶۹ میلادی تولید شد، تا حدود سال ۱۹۷۳ میلادی در بازار باقی ماند. با وجود این مدت کوتاه، سری اوپی موفقیت بزرگی بود. اوپی۵ به نماد واقعی آن سال‌ها تبدیل شد و از طراحی رادیکال، نه تنها به عنوان یک صندلی ساده، بلکه به عنوان یک المان صحنه‌نگاری، به ویژه در عکاسی یا به عنوان یک عنصر تزئینی استفاده می‌شد. کل صندلی‌های سری اوپی در سال ۲۰۰۰ میلادی توسط بی‌اندبی ایتالیا احیاء شد، این ویرایش مجدد محدود به پیشنهاد مجدد صندلی‌ها با پوشش‌های جدید و رنگ‌های مدرن‌تر محدود نبود، بلکه تحت تأثیر مطالعه‌ای قرار گرفت که فناوری اعمال شده در مواد و سیستم تولید را مدرن کرد.

### ویژگی‌های محصول
صندلی‌ها از فوم پلی‌اوره‌اتان تزریقی انعطاف‌پذیر ساخته شده‌اند و با پارچه‌ای الاستیک روکش شده‌اند. مدل اصلی به شیوهٔ بسته‌بندی خلاء بود و ۹۰٪ فضای کمتری را در بسته‌بندی اشغال می‌کرد. بسته‌بندی شامل یک جعبهٔ مقوایی تخت با روکش پی‌وی‌سی داخلی بود که صندلی را بواسطهٔ خلاء مهر و موم نگه می‌داشت. پس از باز کردن بسته‌بندی، به لطف هوایی که به داخل حفره‌های پلی‌اوره‌اتان نفوذ می‌کرد، حجم آن را افزایش می‌داد تا صندلی به آرامی شکل قطعی خود را به دست آورد. برای مدل‌های بزرگتر، مانند اوپی۵، این فرایند حدود یک ساعت طول می‌کشید. هنگامی که شکل نهایی به دست می‌آمد، صندلی دیگر نمی‌توانست به شکل فشرده بازگردد، بلکه سفتی مناسب برای تحمل نیروی وزن بالا را به دست می‌آورد. نسخهٔ جدید سری اوپی (اوپی ۲۰۰۰) دیگر در بسته‌بندی خلاء فروخته نمی‌شود، اما در حال حاضر به شکل قطعی خود است؛ بنابراین نسخهٔ مدرن اوپی از پلی‌اوره‌اتان سرد انعطاف‌پذیر «بیفیت» ساخته شده و با پارچهٔ جرزی پوشانده شده است، با تودوزی جوت.

### اوپی۱

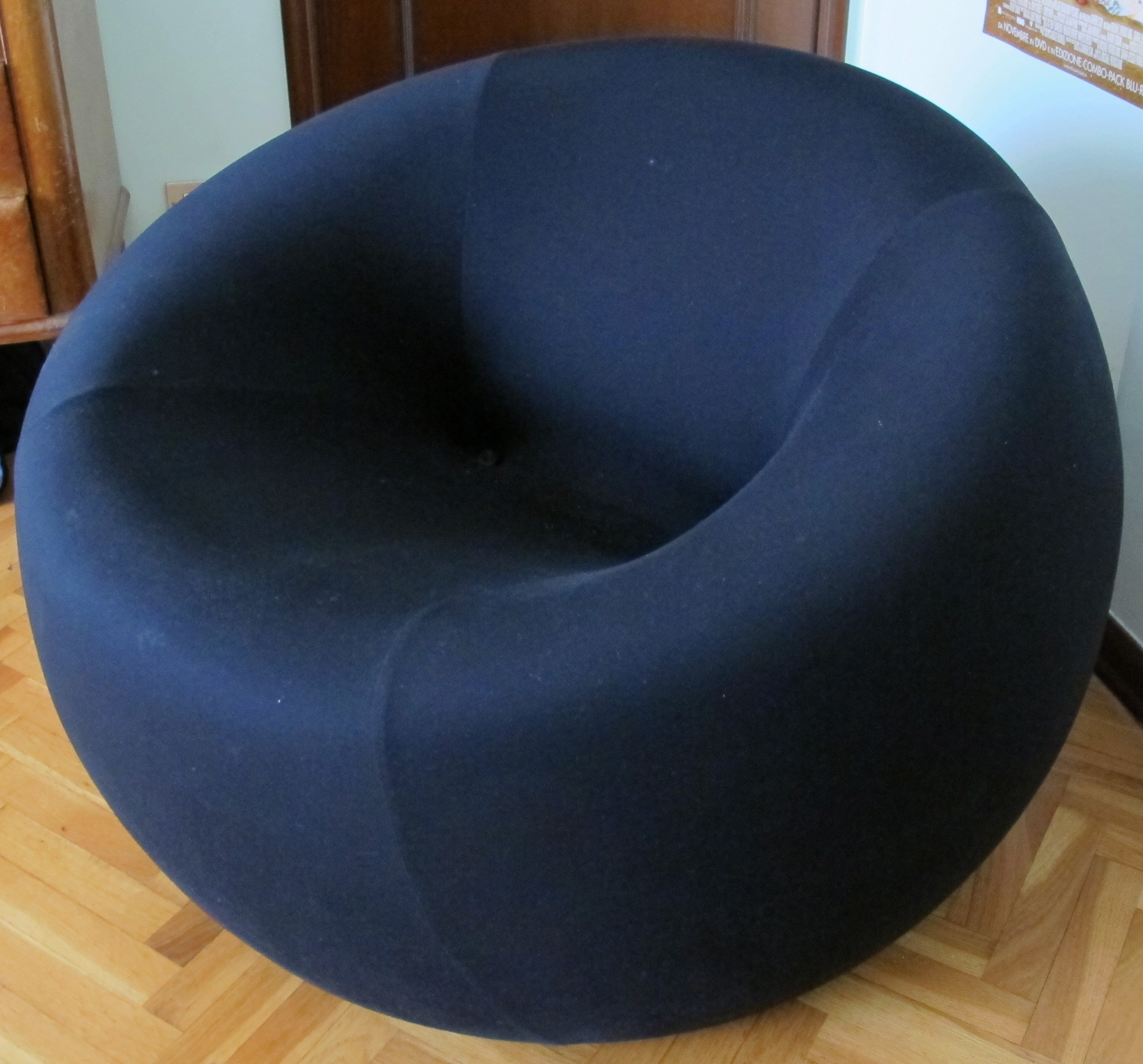
اوپی۱

یکی از شاخص‌ترین مدل‌های این سری، اوپی۱ یک صندلی راحتی است؛ طراحی اوپی۲، اوپی۳ و اوپی۴ از آن ناشی می‌شود. شبیه گلبول قرمز است و یکی از پرفروش‌ترین مدل‌های این سری اوپی و همچنین دومین مدل معروف پس از اوپی۵ است.
| ارتفاع پروفیل جلو | ۴۵۰ میلی‌متر  |
| ارتفاع پروفیل عقب | ۶۷۰ میلی‌متر  |
| حداکثر عرض        | ۱۰۰۰ میلی‌متر |
| حداکثر عمق        | ۱۰۰۰ میلی‌متر |

### اوپی۲
این یک پوف کوچک است که فرم‌های اوپی۱ را کمتر به ذهن متبادر می‌کند در صورتیکه تناسبات را تقریباً بدون تغییر حفظ می‌کند. در طراحی‌های هنری پشه، پیش از پروژهٔ طراحی صندلی‌های سری اوپی، اوپی۲ نسبت‌های متفاوتی داشت، گردتر و کمتر هماهنگ بود، قسمت محدب بسیار کوچکتر بود. سپس برای استفاده مناسب‌تر برای قرار دادن راحت‌تر نشیمنگاه فردی که می‌نشیند، با فرم آن سازگار شد.
| ارتفاع پروفیل جلو | ۳۲۰ میلی‌متر |
| ارتفاع پروفیل عقب | ۴۷۰ میلی‌متر |
| حداکثر عرض        | ۶۲۰ میلی‌متر |
| حداکثر عمق        | ۶۲۰ میلی‌متر |

### اوپی۳
اوپی۳ یک صندلی با ابعاد مشابه اوپی۱ است، اما فرم و تناسب آن تغییر می‌کند؛ در واقع، صندلی فرمی شبیه یک سرنره دارد که توسط قسمت محوریِ کمی نازک‌تر، از سطح زمین بلند شده است. با دو عنصر تزئینی جلویی مشخص می‌شود که شبیه انتهای دیستال آلت نری هستند. اگرچه صندلی راحتی دارای پشتی بالاتری نسبت به اوپی۱ است و بزرگتر به نظر می‌رسد، اما حداکثر ابعاد عملاً بدون تغییر است و نشیمن کمی پایین‌تر است، اگر چه کمتر فرورفته است.
| ارتفاع پروفیل جلو | ۴۲۰ میلی‌متر  |
| ارتفاع پروفیل عقب | ۷۴۰ میلی‌متر  |
| حداکثر عرض        | ۱۰۰۰ میلی‌متر |
| حداکثر عمق        | ۱۰۰۰ میلی‌متر |

### اوپی۴
این مبل از یک مبل دو نفره با ابعاد جمع و جور تشکیل شده است، در واقع کمی بیش از یک و نیم برابر پهن‌تر از اوپی۱ است که رسماً در تمام قسمت‌ها از آن نشأت می‌گیرد. ابعاد دیگر بدون تغییر باقی می‌ماند.
| ارتفاع پروفیل جلو | ۴۵۰ میلی‌متر  |
| ارتفاع پروفیل عقب | ۶۷۰ میلی‌متر  |
| حداکثر عرض        | ۱۶۷۰ میلی‌متر |
| حداکثر عمق        | ۱۰۰۰ میلی‌متر |

### اوپی۵
«به خاطر دارم که با آن صندلی راحتی می‌خواستم در مورد یک وضعیت انسانی صحبت کنم: زندانی کردن زنانی که قربانی تعصبات مردانه‌اند، زیرا آن‌ها در شرایطی زندگی می‌کنند که هنوز در برخی کشورها غیرقابل قبول است. این راهی برای من بود که سیاسی صحبت کنم: نه از طریق پوسترها یا ارتباطاتی که کمی منسوخ شده‌اند، بلکه این کار را با یک شیٔ صنعتی که پتانسیل ارتباطی جدیدی داشت، انجام دادم.»

(گائتانو پشه)

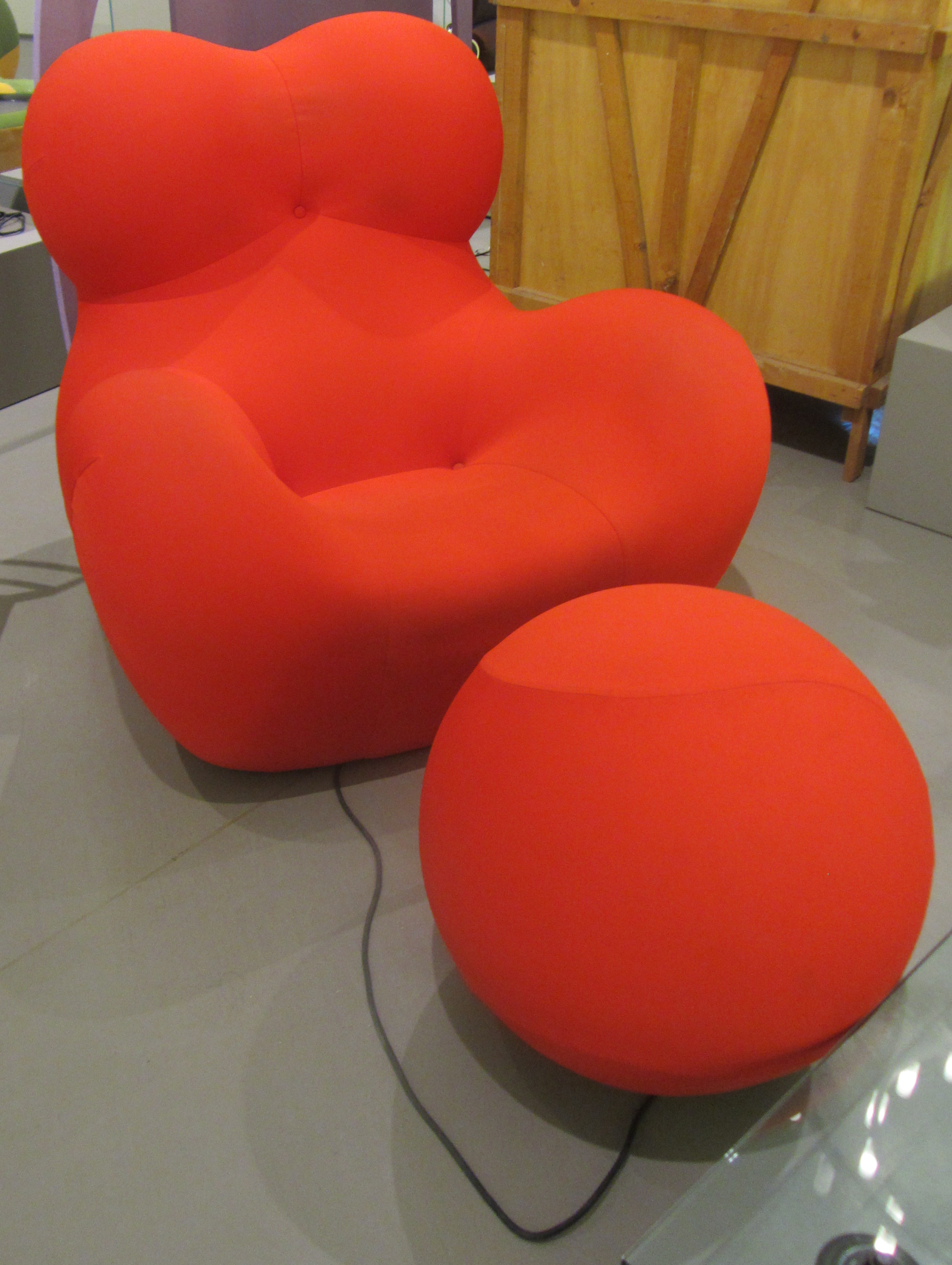
صندلی‌های راحتی اوپی۵ و اوپی۶

مشهورترین این هفت مورد که به یکی از نمادهای طراحی ایتالیایی تبدیل شده است، اوپی۵ (اغلب با اوپی۶ ترکیب می‌شود) یک صندلی راحتی بزرگ است؛ که همچنین با عنوان «زن» نیز شناخته می‌شود، اوپی۵ رحم مادر را به یاد می‌آورد، نماد تولد و محافظت: در واقع فرم فراگیر آن این احساسات را بازتولید می‌کنند. این صندلی با فرم‌های پیچ‌خورده (سینوسی) و فراوان، نمادهای باروری، مانند ونوس‌های دورهٔ پارینه سنگی، مشخص می‌شود. دو سینهٔ بزرگ مشخصه قسمت بالایی پشتی است، در حالی که قسمت پایینی، ران‌ها را به ذهن می‌آورد به طوری که وقتی می‌نشینید احساس می‌کنید مانند زمانی که کودک بودید توسط مادر خود پیچیده و محافظت می‌‌شوید. صندلی راحتی نه تنها ستایش زنان است، بلکه انتقادی است از زندگی سختی که زنان به‌طور طبیعی با آن روبرو هستند. در واقع، اوپی۵ را می‌توان با یک زیرپایی، اوپی۶، یک کُره بزرگ که شبیه یک توپ سنگین است، با طنابی که خستگی و وزنِ زندگی را به یاد می‌آورد به زن بسته شده است. با این حال، این استعاره در طرح‌های هنری گائتانو پشه، که اوپی۶ را دختر اوپی۵ می‌دید که با بند ناف به آن مرتبط است، پدیدار نشد.
| ارتفاع صندلی    | ۴۲۰ میلی‌متر  |
| ارتفاع تکیه گاه | ۶۷۰ میلی‌متر  |
| ارتفاع پشتی     | ۱۰۳۰ میلی‌متر |
| حداکثر عرض      | ۱۲۰۰ میلی‌متر |
| حداکثر عمق      | ۱۳۰۰ میلی‌متر |

### اوپی۶
اوپی۶ یک عنصر کروی است که به عنوان زیرپایی طراحی شده و برای ترکیب با اوپی۵، با طناب به آن متصل می‌شود. زمانی که روکش اعمال شد، دوخت به آن ظاهر یک توپ تنیس را می‌دهد.
| قطر کره | ø ۵۷۰ میلی‌متر |

### اوپی۷
با فرم بسیار وفادار به شکل پای انسان، اوپی۷ تنها صندلی در این سری است که بدون تغییر، شکلی را که از قبل در طبیعت وجود دارد به خود می‌گیرد (اوپی۶ شکل یک عنصر هندسی کامل و در نتیجه غیرطبیعی است). به لطف ابعاد بزرگ و ویژگی‌های مادهٔ پلی‌اوره‌اتان، اوپی۷ به یک صندلی غیر معمول تبدیل می‌شود.
| ارتفاع | ۸۳۰ میلی‌متر  |
| طول    | ۶۷۰ میلی‌متر  |
| عمق    | ۱۶۲۰ میلی‌متر |